# Арванд
Арва́нд (лат. Arvandus) — преторианский префект Галлии в 461—465 и 467—470 годах.
Арванд, по-видимому, происходил из незнатной галло-римской семьи. Сделал карьеру чиновника на имперской службе. Был другом Сидония Аполлинария. Впервые на пост префекта Галлии он был назначен императором Либием Севером и Рицимером. Его пребывание в должности оказалось успешным, и он был довольно популярен в Галлии.
Второй раз префектом Галлии его назначил император Антемий в 467 году. Однако уже в 468 году в Рим отправилось посольство, составленное из влиятельных в Галлии людей. Они обвинили Арванда в измене и связи с вестготским двором. В доказательство обвинений было представлено письмо, направленное Арвандом вестготскому королю Эвриху. В письме Арванд убеждал Эвриха не заключать мир с Римом и напасть на союзников Антемия бритонов короля Риотама. По приказу Антемия Арванд был лишен звания префекта и доставлен в Рим в цепях, где ему вынесли смертный приговор.
Сидоний Аполлинарий, бывший тогда префектом Рима, употребил все своё влияние, чтобы избавить Арванда от смерти. В результате Антемий заменил смертную казнь на изгнание. Дальнейшая судьба Арванда неизвестна.